# António da Conceição Silva Oliveira
António da Conceição Silva Oliveira, genannt Toni, (* 6. Dezember 1961 in Maximinos) ist ein ehemaliger portugiesischer Fußballspieler und derzeitiger -trainer.

## Karriere als Spieler
Toni begann seine Karriere 1980 bei Sporting Braga. Nach einer Saison wechselte er zu GD Riopele. 1982 wechselte er zum FC Vizela. 1985 wechselte er wieder zu Sporting Braga, wo er auch schon fünf Jahre zuvor spielte. Zur Saison 1989/90 wechselte er zum FC Porto. Nach zwei Spielzeiten beendete er seine Karriere.

## Karriere als Trainer
2002 bekam Toni den Co-Trainer-Posten bei Sporting Braga. Nach einer Saison bei Braga wechselte er den Verein und wurde Cheftrainer bei Naval 1° de Maio. Nach einer Saison wurde er entlassen. 2005 wurde er Trainer bei CF Estrela Amadora, die zu der Zeit in der SuperLiga spielten. Er beendete die Saison auf dem 9. Platz. Zur Saison 2006/07 wechselte er den Verein und trainierte fortan Vitória Setúbal. Nach vier Monaten wurde er aufgrund von Erfolglosigkeit entlassen. 2007 wurde er von CD Trofense verpflichtet. In seiner ersten Saison mit Trofense stieg er in die Liga Sagres auf. Nachdem er die ersten drei Spiele in der Liga Sagres verloren hatte, wurde er entlassen. Am 5. April 2009 unterschrieb er einen Vertrag (bis 2011) bei CFR Cluj. Gleich in seiner ersten Saison gewann er mit CFR den Cupa României. Am 14. November 2009 wurde das Vertragsverhältnis mit dem Verein, der zu diesem Zeitpunkt Spitzenreiter der Liga 1 war, aufgelöst. Im Dezember 2010 wurde er Cheftrainer von FC Brașov. Weil sich Ioan Neculaie, der Mäzen des Vereins, nach einer enttäuschenden Rückrunde 2010/11 weigerte, einige von Tonis Wunschspielern zu verpflichten, trat dieser am 14. Juli 2011 zurück und wurde durch den bisherigen Co-Trainer Daniel Isăilă ersetzt. Am 6. Januar 2012 wurde Toni von Astra Ploiești als Nachfolger des entlassenen Tibor Selymes vorgestellt, doch trennte sich der Verein nach schwachen Ergebnissen in den ersten fünf Meisterschaftsspielen am 26. März 2012 bereits wieder von ihm.
Nach mehreren kurzen Stationen bei Vereinen in Portugal, Rumänien, Saudi-Arabien und Zypern wurde er September 2019 Teamchef von Kamerun. Das blieb er für seine Verhältnisse ungewöhnlich lange bis 28. Februar 2022. Conceicao wurde trotz des 3. Platzes beim Afrika-Cup auf Wunsch des Staatspräsidenten Paul Biya entlassen, der Rigobert Song, Rekordspieler des Landes als Nationaltrainer anordnete.

## Erfolge/Titel

### Erfolge als Spieler
- Portugiesischer Meister (1): 1989/90
- Portugiesischer Pokalsieger (1): 1990/91

### Erfolge als Trainer
- Rumänischer Pokalsieger (2): 2008/09, 2015/16
- Rumänischer Supercup-Sieger (1): 2009